# Szagan (obwód abajski)
Szagan (kaz. Шаған, ros. Чаган, Czagan) – osiedle typu miejskiego w Kazachstanie, w obwodzie abajskim, administracyjnie podporządkowane miastu Semej. W 2009 liczyło 725 mieszkańców.